# Helinus spartioides
Helinus spartioides là một loài thực vật có hoa trong họ Táo. Loài này được Schinz Ex Engl. mô tả khoa học đầu tiên.